# David di Donatello per il miglior attore straniero

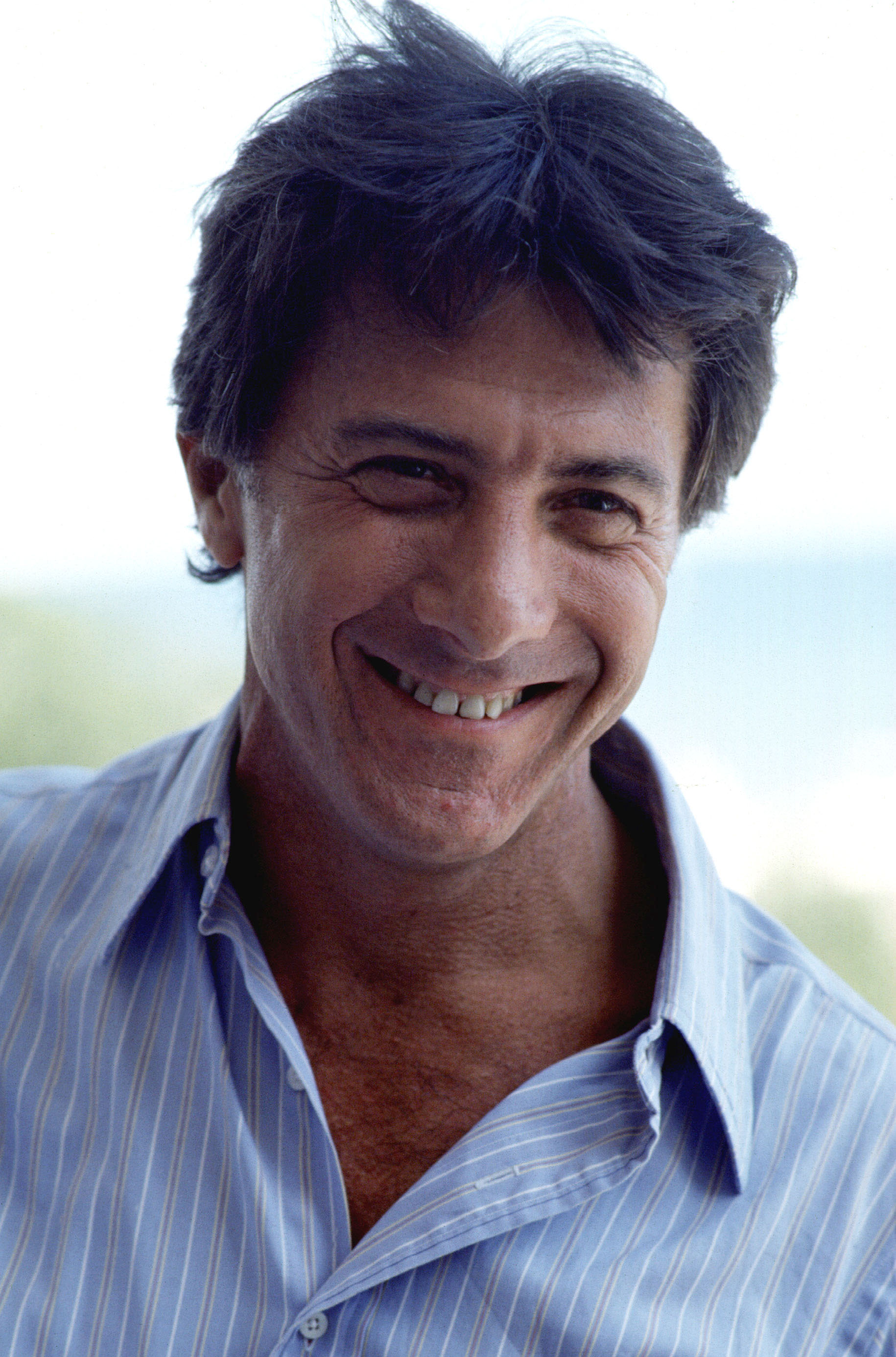
Dustin Hoffman con quattro premi ricevuti, detiene il record di vittorie.

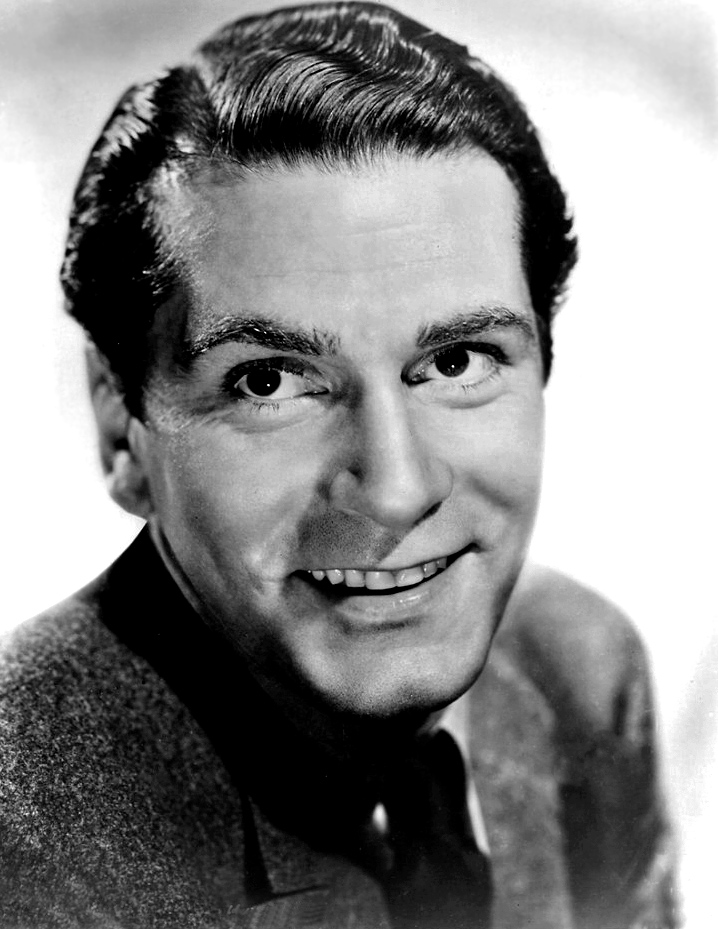
Laurence Olivier è stato il primo attore a vincere il premio nel 1957, con Riccardo III.

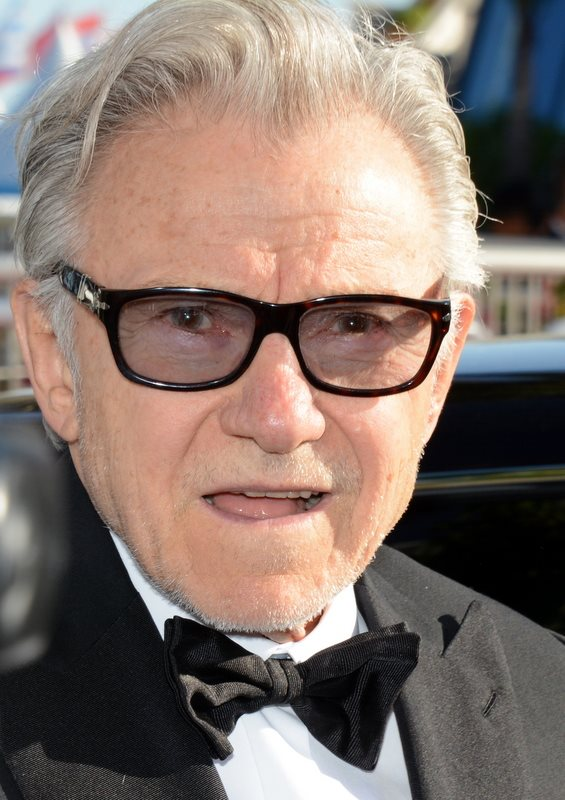
Harvey Keitel è stato l'ultimo vincitore del premio nel 1996.

Il David di Donatello per il miglior attore straniero è un premio cinematografico assegnato annualmente nell'ambito dei David di Donatello, a partire dalla seconda edizione fino a quella del 1996.

## Albo d'oro

### Anni 1957-1959
- 1957: Laurence Olivier - Riccardo III (Richard III)
- 1958
  - Marlon Brando (ex aequo) - Sayonara (Sayonara)
  - Charles Laughton (ex aequo) - Testimone d'accusa (Witness for the Prosecution)
- 1959: Jean Gabin - Le grandi famiglie (Les Grandes Familles)

### Anni 1960-1969
- 1960: Cary Grant - Intrigo internazionale (North by Northwest)
- 1961: Charlton Heston - Ben-Hur
- 1962
  - Anthony Perkins (ex aequo) - Le piace Brahms? (Goodbye Again)
  - Spencer Tracy (ex aequo) - Vincitori e vinti (Judgment at Nuremberg)
- 1963: Gregory Peck - Il buio oltre la siepe (To Kill a Mockingbird)
- 1964
  - Peter O'Toole (ex aequo) - Lawrence d'Arabia (Lawrence of Arabia)
  - Fredric March (ex aequo) - Sette giorni a maggio (Seven Days in May)
- 1965: Rex Harrison - My Fair Lady
- 1966: Richard Burton - La spia che venne dal freddo (The Spy Who Came In from the Cold)
- 1967
  - Richard Burton (ex aequo) - La bisbetica domata (The Taming of the Shrew)
  - Peter O'Toole (ex aequo) - La notte dei generali (The Night of the Generals)
- 1968
  - Warren Beatty (ex aequo) - Gangster Story (Bonnie and Clyde)
  - Spencer Tracy (ex aequo) - Indovina chi viene a cena? (Guess Who's Coming to Dinner)
- 1969: Rod Steiger - Il sergente (The Sergeant)

### Anni 1970-1979
- 1970
  - Peter O'Toole (ex aequo) - Goodbye Mr. Chips (Goodbye, Mr.Chips)
  - Dustin Hoffman (ex aequo) - Un uomo da marciapiede (Midnight Cowboy)
- 1971: Ryan O'Neal - Love Story
- 1972: Topol - Il violinista sul tetto (Fiddler on the Roof)
- 1973
  - Yves Montand (ex aequo) - È simpatico, ma gli romperei il muso (César et Rosalie)
  - Laurence Olivier (ex aequo) - Gli insospettabili (Sleuth)
- 1974
  - Robert Redford (ex aequo) - La stangata (The Sting)
  - Al Pacino (ex aequo) - Serpico
- 1975
  - Burt Lancaster (ex aequo) - Gruppo di famiglia in un interno
  - Jack Lemmon (ex aequo) - Prima pagina (The Front Page)
  - Walter Matthau (ex aequo) - Prima pagina (The Front Page)
- 1976
  - Philippe Noiret (ex aequo) - Frau Marlene (Le Vieux Fusil)
  - Jack Nicholson (ex aequo) - Qualcuno volò sul nido del cuculo (One Flew Over the Cuckoo's Nest)
- 1977
  - Sylvester Stallone (ex aequo) - Rocky
  - Dustin Hoffman (ex aequo) - Il maratoneta (Marathon man)
- 1978: Richard Dreyfuss - Goodbye amore mio! (The Goodbye Girl)
- 1979
  - Richard Gere (ex aequo) - I giorni del cielo (Days of Heaven)
  - Michel Serrault (ex aequo) - Il vizietto (La cage aux folles)

### Anni 1980-1989
- 1980
  - Dustin Hoffman (ex aequo) - Kramer contro Kramer (Kramer vs. Kramer)
  - Jack Lemmon (ex aequo) - Sindrome cinese (The China Syndrom)
- 1981: Burt Lancaster - Atlantic City, U.S.A. (Atlantic City)
- 1982: Klaus Maria Brandauer - Mephisto
- 1983: Paul Newman - Il verdetto (The Verdict)
- 1984: Woody Allen - Zelig
- 1985: Tom Hulce - Amadeus
- 1986: William Hurt - Il bacio della donna ragno (Kiss of the Spider Woman)
- 1987: Dexter Gordon - Round Midnight - A mezzanotte circa (Round midnight)
- 1988: Michael Douglas - Wall Street
- 1989: Dustin Hoffman - Rain Man - L'uomo della pioggia (Rain Man)

### Anni 1990-1996
- 1990: Philippe Noiret - La vita e niente altro (La vie et rien d'autre)
- 1991: Jeremy Irons - Il mistero Von Bulow (Reversal of Fortune)
- 1992: John Turturro - Barton Fink - È successo a Hollywood (Barton Fink)
- 1993: Daniel Auteuil - Un cuore in inverno (Un coeur en hiver)
- 1994: Anthony Hopkins - Quel che resta del giorno (The Remains of the Day)
- 1995: John Travolta - Pulp Fiction (Pulp Fiction)
- 1996: Harvey Keitel - Smoke (Smoke)